# يولاندا دياز
يولاندا دياز (من مواليد 6 مايو 1971) سياسية إسبانية ومحامية متخصص في قانون العمل، شغل منصب النائب الثاني لرئيس الوزراء منذ عام 2021 ووزير العمل والاقتصاد الاجتماعي في حكومة إسبانيا منذ عام 2020. عضو في مجلس النواب منذ عام 2016، كانت سابقًا مستشارًا لبلدية فيرول (2003-2012) وعضوًا في برلمان غاليسيا (2012-2016). كانت المنسق الوطني لإسكيردا يونيدا (الاتحاد الأوروبي) من 2005 إلى 2017.

## النشأة
وُلدت دياز في سان فالنتين فين في 6 مايو 1971، بجوار حوض بناء السفن في الشمال الغربي أحواض بناء السفن وورش العمل، وهي عضو في عائلة من النقابيين المشهورين في غاليسيا الناشطين في القتال المناهض للفرنكويين.
حصلت دياز على شهادة إجازة في القانون من جامعة سانتياغو دي كومبوستيلا، وبعد حصولها على ثلاث شهادات عليا، بدأت العمل كمساعد قانوني في شركة محاماة، ثم سجلت لاحقًا كمحامية وافتتحت مكتبها القانوني المتخصص في قانون العمل.

## مواقف في السياسة الخارجية
بعد اعتراف إسبانيا بدولة فلسطين في مايو 2024، أصدرت يولاندا دياز، بيانًا مصورًا قالت في ختامه فلسطين حرة من البحر إلى النهر. نددت السفيرة الإسرائيلية فس إسبانيا بخطاب نائبة رئيس الوزراء واصفة ذلك بأنه دعوة لإزالة دولة إسرائيل.